# Ивановка (Наро-Фоминский район)
Ивановка — деревня в Наро-Фоминском районе Московской области входит в состав городского поселения Наро-Фоминск. Численность постоянного населения по Всероссийской переписи 2010 года — 175 человек, в деревне числятся 1 улица и 7 садовых товариществ. До 2006 года Ивановка входила в состав Новофёдоровского сельского округа.
Ивановка расположена в центре района, на левом берегу реки Берёзовка (приток Нары), в 2 километрах к юго-востоку (через шоссе М3 Украина) от Наро-Фоминска, высота центра над уровнем моря 189 м. Ближайшие населённые пункты — Афанасовка на противоположном берегу реки и посёлок Базисный Питомник в 0,6 км на северо-запад.